# Neuscharfeneck

De burcht Neuscharfeneck is een ruïne in de buurt van de dorpen Ramberg en Dernbach in de Palts in Zuidwest-Duitsland. De burcht ligt op een hoogte van bijna 500 meter.

## Geschiedenis
De burcht werd in het begin van de 13e eeuw door Johann von Scharfeneck-Metz als voorwerk voor de tegenwoordig volledig verwoeste burcht Altscharfeneck gebouwd. In 1416 kwam de burcht toe aan het huis Kurpfalz. Tijdens de Duitse boerenoorlog werd de burcht deels verwoest.

## Beschrijving
De totale grootte van de burcht is ongeveer 150x60 meter. De buitenste schildmuur is met 58 meter lengte en een dikte van 12 meter de sterkste in de Palts. Binnen de muren zijn nog een aantal gangen en kamers bewaard gebleven. Bovendien zijn er nog delen van de poort, waterbekkens en delen van de binnenbouw bewaard gebleven.